# Unplugged (5 Seconds of Summer)
Unplugged è il primo EP del gruppo australiano 5 Seconds of Summer, pubblicato il 26 luglio 2012.

## Tracce
1. Gotta Get Out
2. I Miss You
3. Too Late
4. Jasey Rae

## Formazione
- Luke Hemmings – voce, chitarra
- Michael Clifford – voce, chitarra
- Calum Hood – voce, basso
- Ashton Irwin – batteria, cori